# Todoterreno Theta (General Motors)
El fabricante de automóviles surcoreano GM Korea desarrolló un automóvil todoterreno del segmento D sobre la plataforma Theta de General Motors. Es un cinco puertas con motor delantero transversal, que se comercializa desde el año 2006 con tracción delantera o a las cuatro ruedas, y con cinco o siete plazas.
El todoterreno existe con dos diseños diferenciados. Uno de ellos es similar al del prototipo de automóvil "Chevrolet S3X", presentado en el Salón del Automóvil de París de 2006. Se vende con los nombres en Daewoo Winstorm en Corea del Sur, Chevrolet Captiva en Europa, América del Sur y buena parte de Asia, y Holden Captiva en Australia y Nueva Zelanda.
Opel desarrolló una carrocería totalmente distinta, que se mostró por primera vez como prototipo de tres puertas en el Salón del Automóvil de Frankfurt de 2006 con el nombre "Opel Antara GTC". El modelo de producción se comercializa en Europa continental con la denominación Opel Antara, Vauxhall Antara en el Reino Unido, Chevrolet Captiva Sport en Brasil, México y Colombia, GMC Terrain en Medio Oriente, Holden Captiva MaXX (posteriormente Holden Captiva 5) en Australia y Nueva Zelanda, y Saturn VUE en América del Norte.
Los modelos para Asia y Europa se fabrican en Bupyong, Corea del Sur y en San Petersburgo, Rusia, y los destinados para el mercado estadounidense se fabrica en Ramos Arizpe, Coahuila, México.

## Motores
En Europa, el todoterreno se ofrece con dos motores de gasolina: un cuatro cilindros en línea de 2.4 litros y 136 CV de potencia máxima, y un V6 de 3.2 litros, y 230 CV. La caja de cambios de cinco marchas puede ser tanto manual como automática.
En América del Norte, como Saturn Vue, monta el mismo 4L 2.4 y dos V6, 3,5 con 215 cv. y 3,6 con 250 cv. En otros mercados donde se vende (p.ej. Australia, con la marca Holden) los motores gasolina son distintos: un 3.2 litros de 226 CV y un 4L 2.4 litros de 142 CV. Existen cajas automáticas de 6 velocidades, que no se venden en Europa.
En México, Brasil, Colombia, como Chevrolet Captiva Sport AWD, una versión desde el año 2011, V6 3.0 L, 264 HP a 6,950 RPM, 24v, DOHC y 300 Nm a 5,100 RPM.
Inicialmente, se dotó de un único motor Diesel para el mercado europeo es un cuatro cilindros en línea de 2 L, con turbocompresor, inyección directa common-rail y 127 o 150 CV. de origen VM Motori. En este caso, las cajas de cambio manuales también son de 5 velocidades. Tras el restyling de 2011, fue sustituido por un motor con la cilindrada aumentada a  2.2 L que rinde 163 o 184 CV, asociados a cajas de cambio automáticas o manuales de 6 velocidades.
En Venezuela y Colombia Chevrolet lo puso en venta para el año 2007 y 2008 la versión LTZ de 7 asientos, con motor V6 3.2L.

## Seguridad
En la evaluación de choques llevada adelante por el EuroNCAP para el año 2007, el Captiva obtuvo 4 de 5 estrellas en protección a ocupantes adultos, 3 de 5 estrellas en seguridad de niños y 2 de 4 estrellas en protección a peatones con bolsas de aire de serie y cinturones de tres puntos.

## Galería

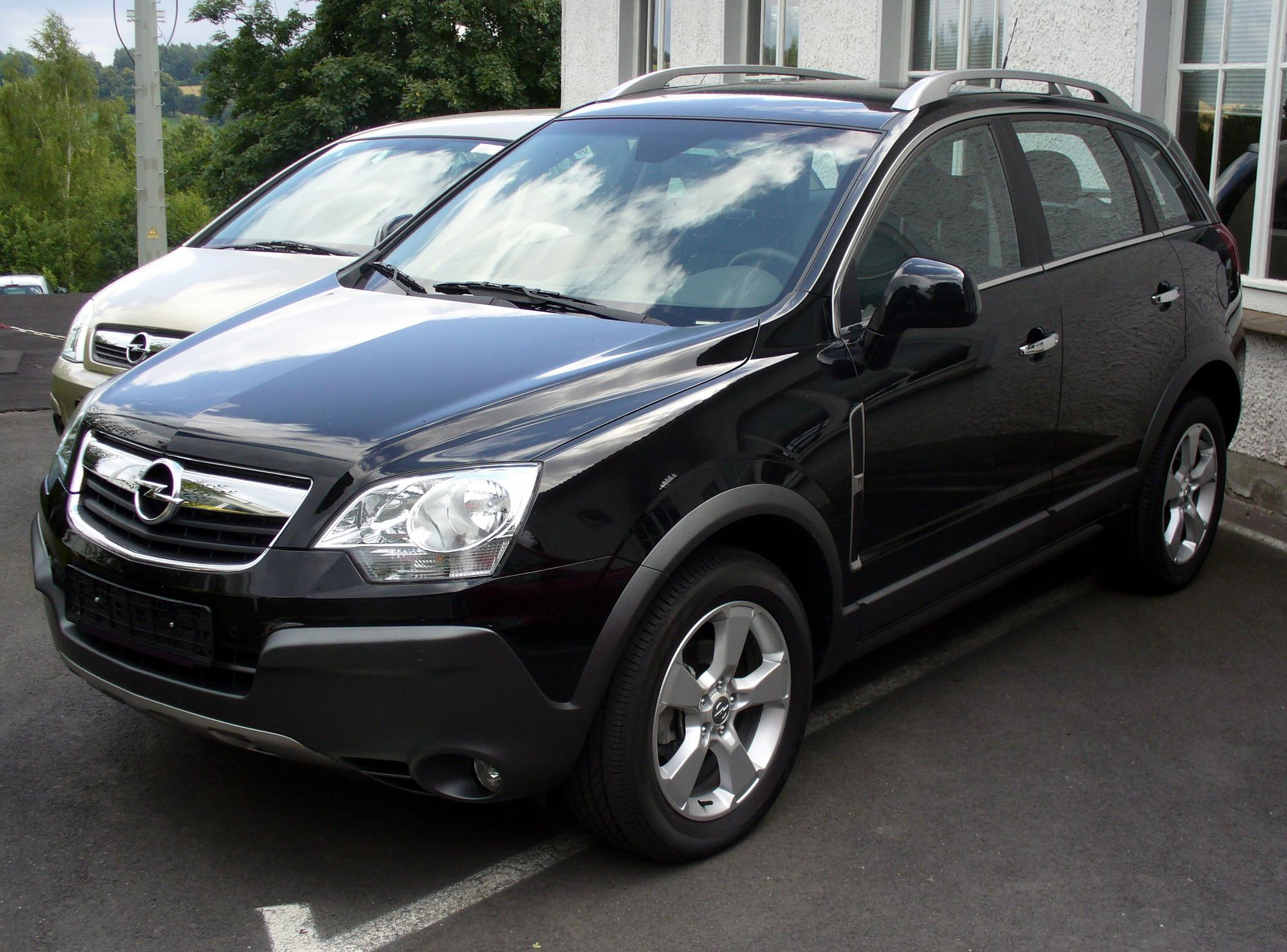
Opel Antara
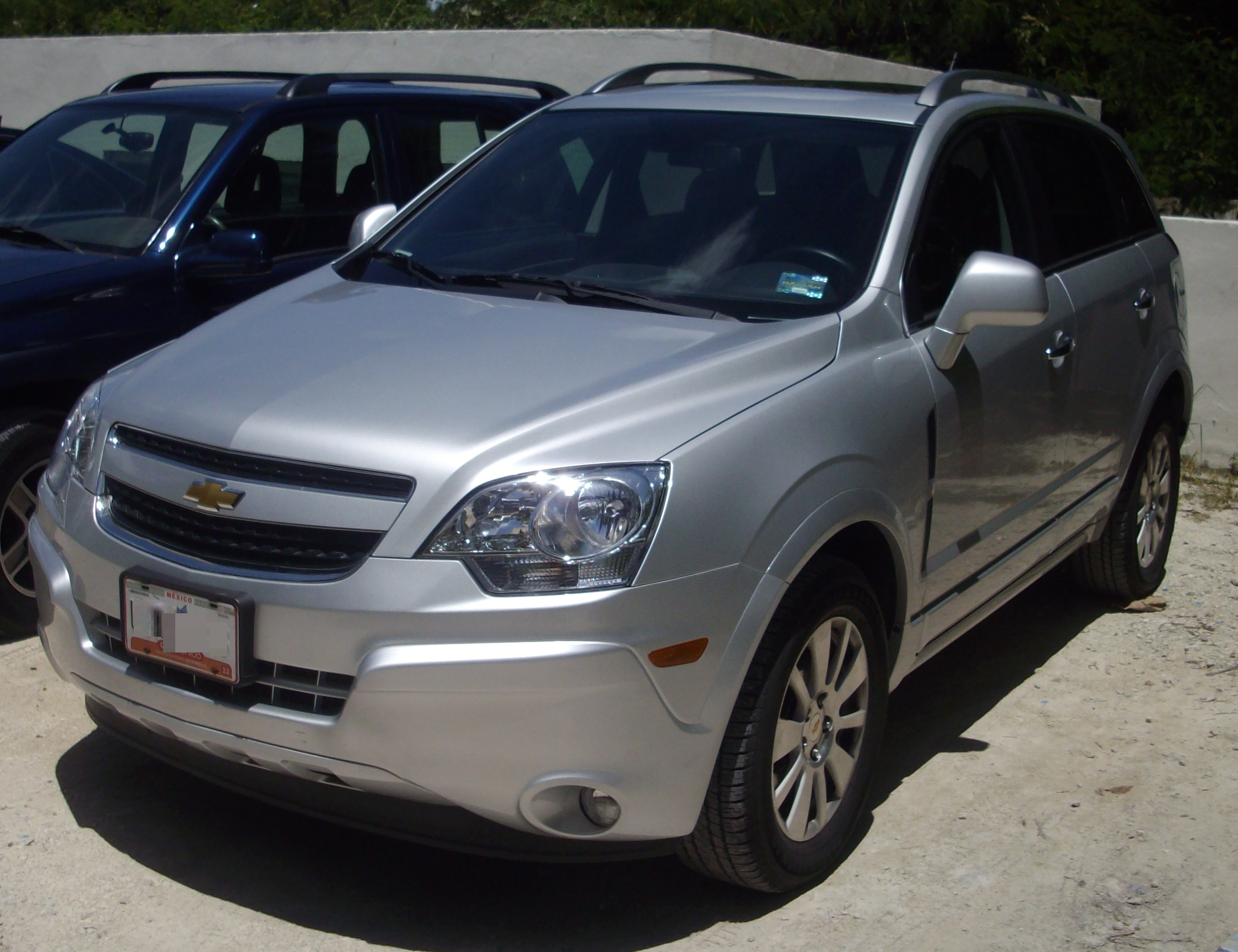
Chevrolet Captiva En Norteamérica
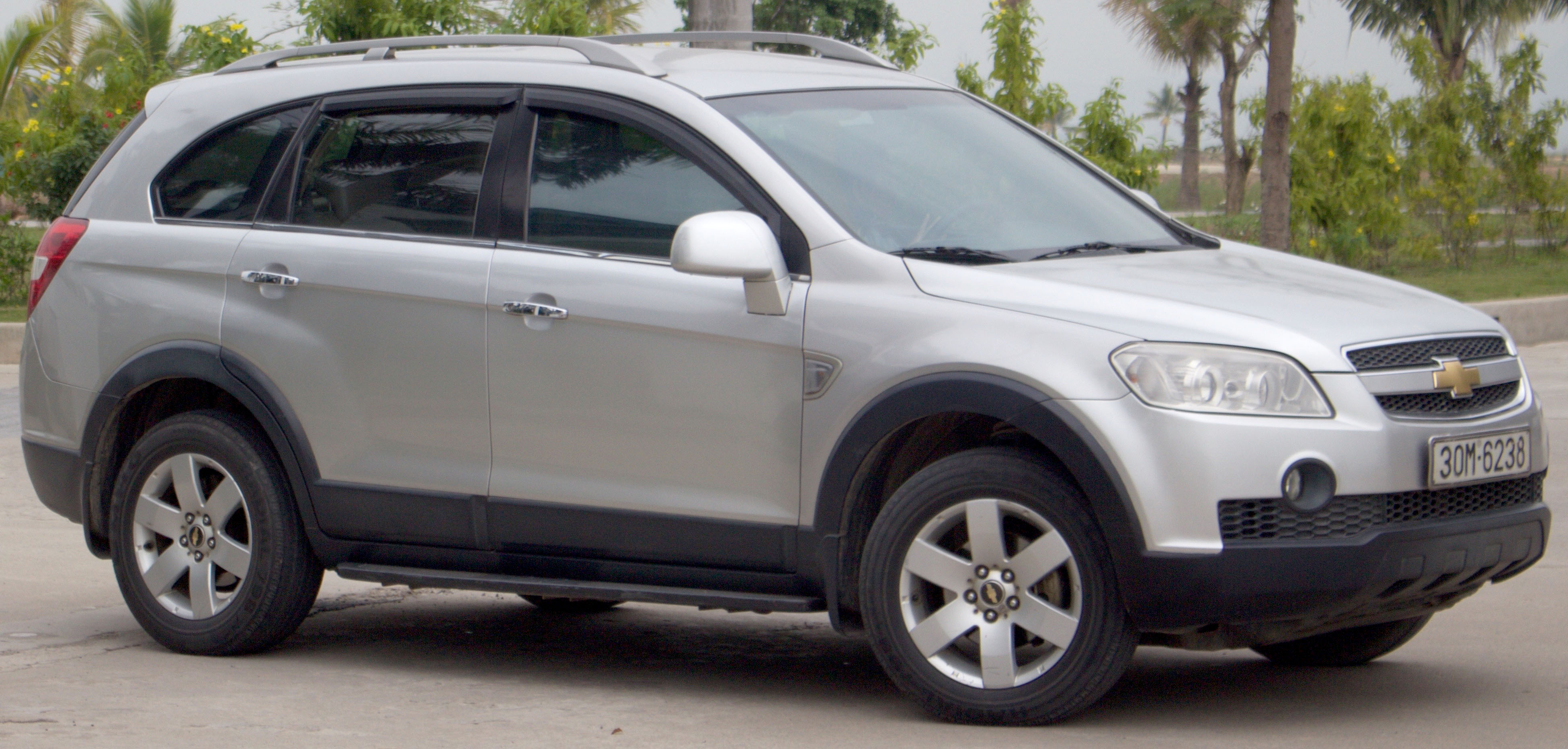
Chevrolet Captiva LTZ
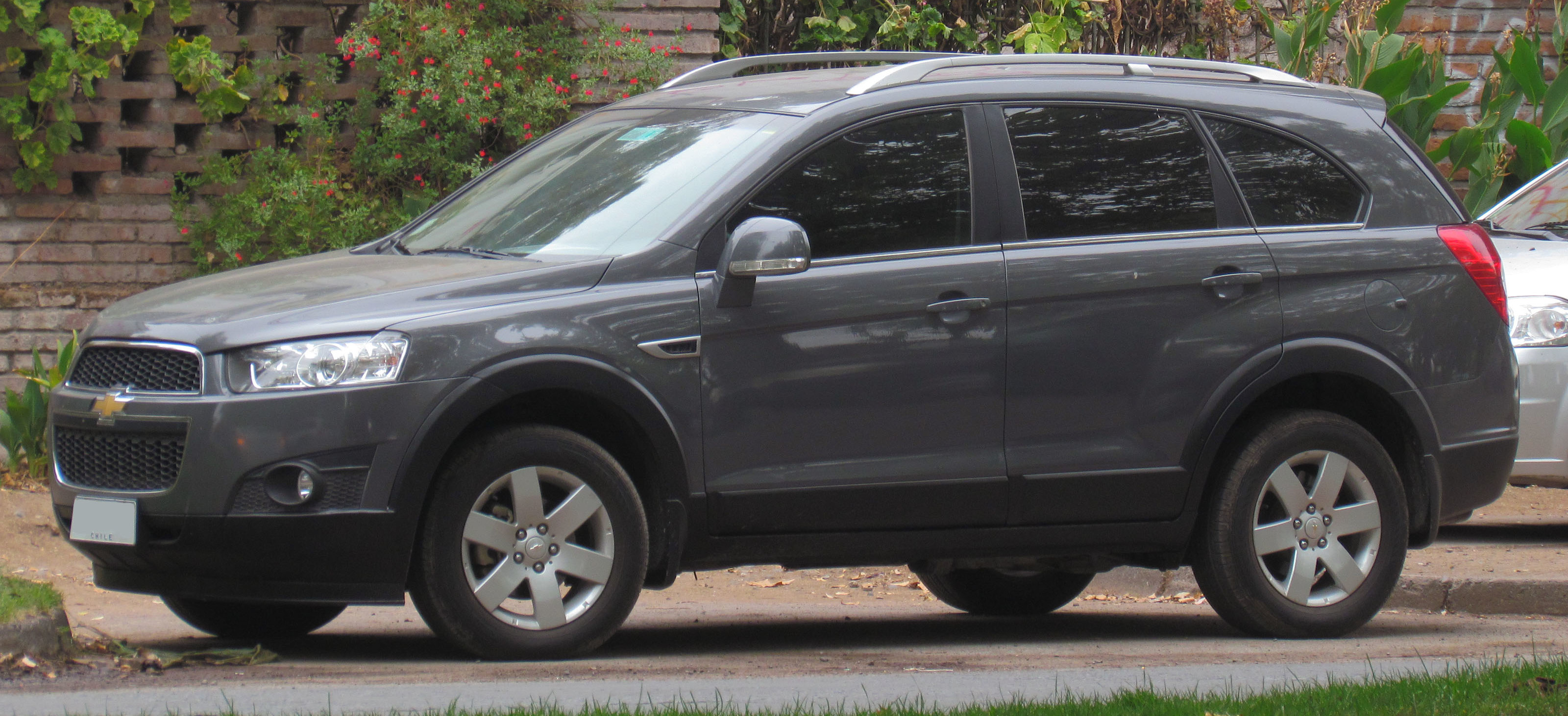
Chevrolet Captiva 2012
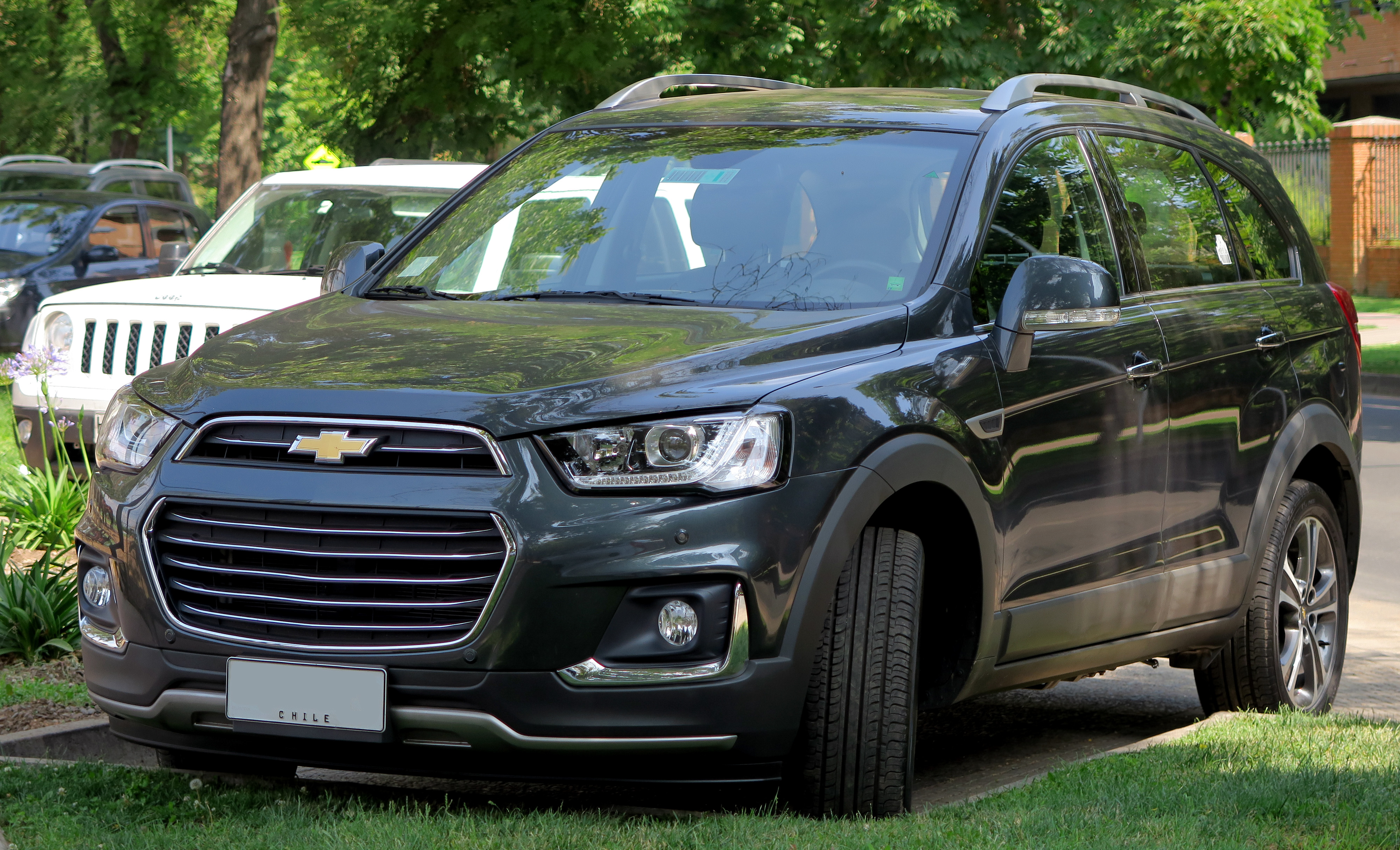
Chevrolet Captiva 2016
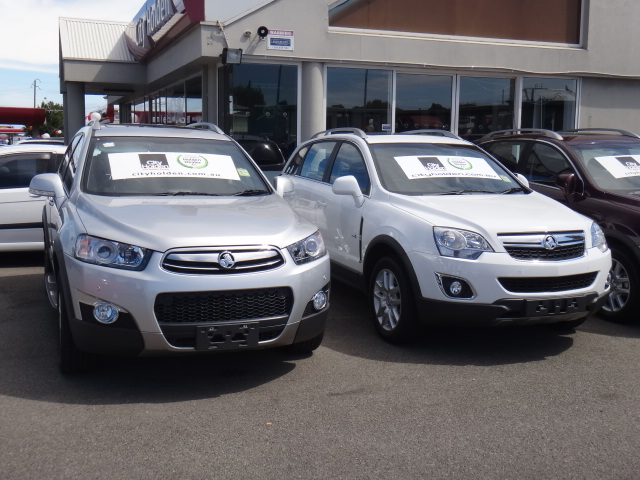
Holden Captiva 7 y Holden Captiva 5 en el 2012
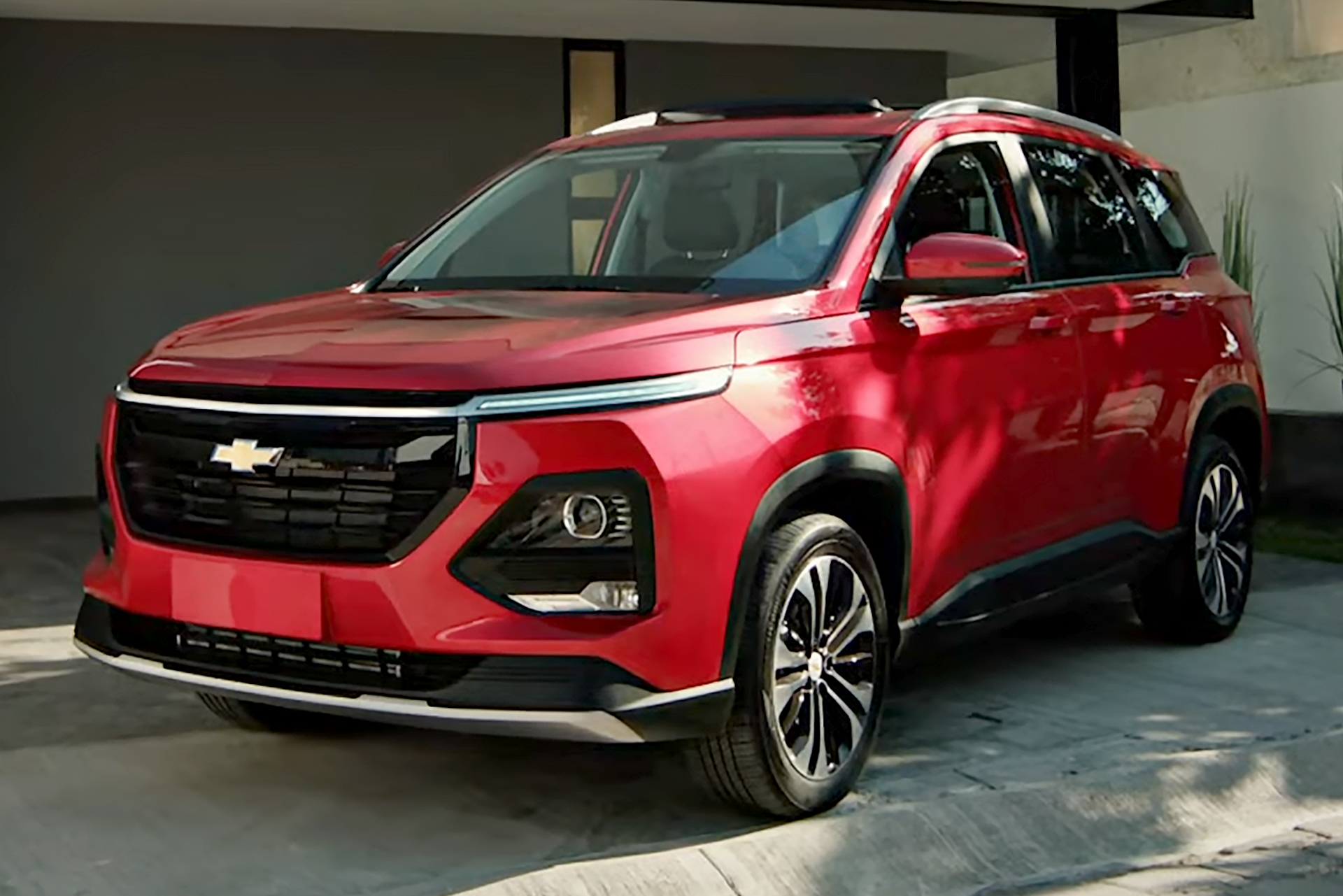
Chevrolet Captiva Premier 2022 (México facelift)
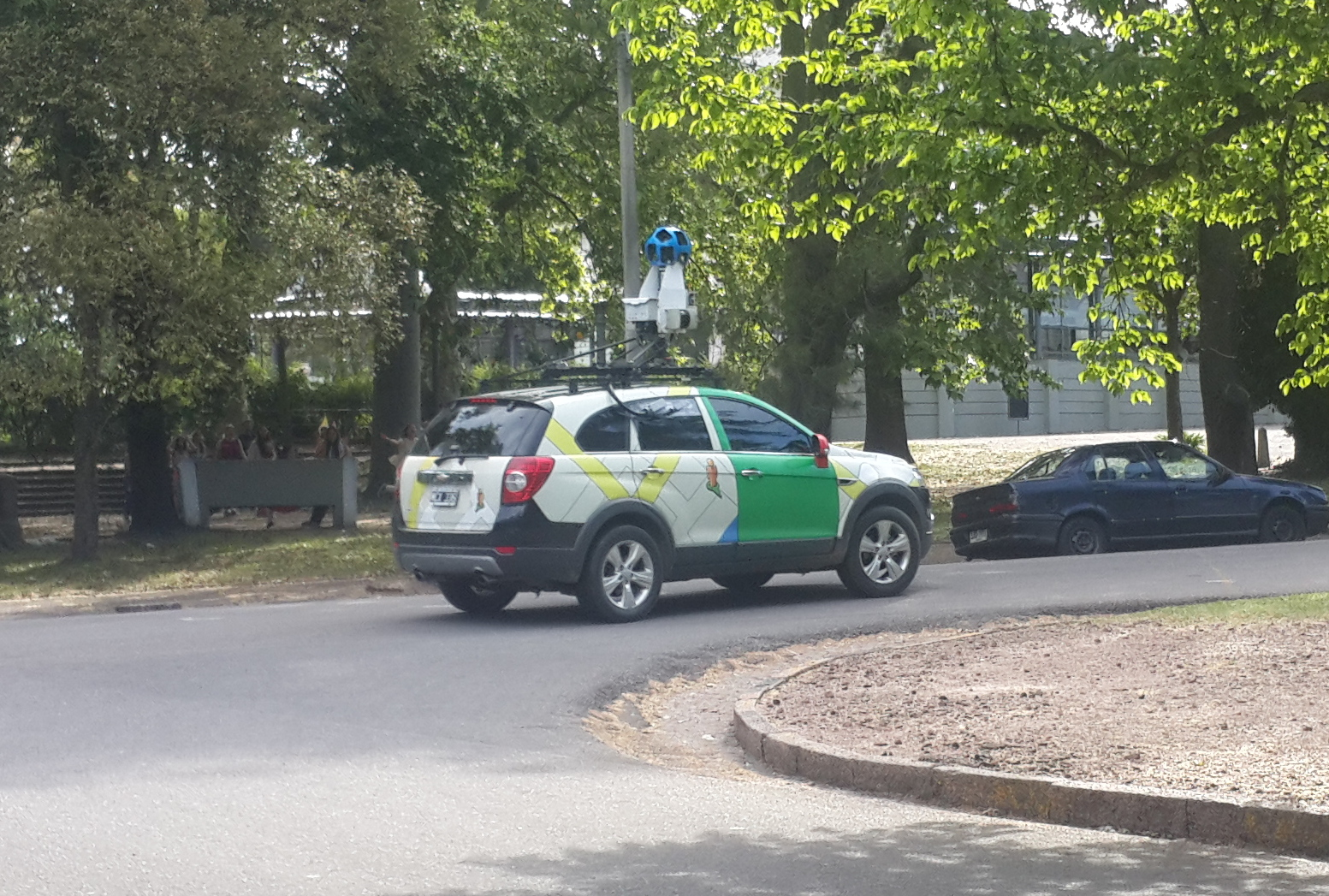
Una camioneta Chevrolet Captiva de Google Street View fotografiando un área del Prado en Montevideo, Uruguay.